# Paloma Yerovi Cisneros
Paloma Yerovi Cisneros (Lima) es una actriz, poeta, escritora, dramaturga peruana. Ha participado en series y telenovelas en el Perú y también en Ecuador y Argentina.

## Biografía
Es bisnieta de Leonidas Yerovi. Estudió Ciencias y Artes de la Comunicación en la Pontificia Universidad Católica del Perú, egresando como Comunicadora Social con mención en Artes Escénicas. Actriz egresada del Taller de Formación Actoral de Roberto Ángeles. 
Como poeta, ganó con su primer poemario una mención honrosa, en el Premio Copé 2023, directora y dramaturga tiene en su haber la obra "Caballo de noche", que fue estrenada en el Festival Saliendo de la Caja en el Centro Cultural PUCP y su dramaturgia fue considerada como una de las mejores del año por el diario El Comercio. Tiene un libro de teatro publicado "Caballo de Noche". Es graduada con honores de la Maestría en Escritura Creativa de la Universidad de Salamanca, España. Es sobrina del poeta Antonio Cisneros. 

## Teatro

### Como actriz
- Ventana sobre una mujer de Mariana Silva (2002)
- Los hijos de los perros no tienen padre (2002)
- Lisístrata (2003) como Lisístrata.
- "Historia de un gol peruano" de Alfredo Bushby como Mujer. (2004)
- La casa de Bernarda Alba (2005) como Magdalena.
- El hombre almohada (2006) como Madre.
- La muerte de un viajante (2007)
- La vida es sueño auto sacramental (2007) como Agua.
- La tercera edad de la juventud (2011) como Paula.
- "El Servidor" de Ronaldo Hardwood (2013) como Cressida.
- "Bernarda"  de José Enroque Muscari (2014) como Martirio.
- "En el Parque"  (2015) como Lucía.
- "Un Cuento para el Invierno" de William Shakespeare (2015) como Perdita.
- Nuestra Historia como Sofía. (2015)

### Como directora
- Despertarás (2004)
- Caballo de noche (2005)

### Como escritora
- Punta Negra (2024) Mención Honrosa de los Premios Copé Poesía 2024 Editorial Personaje Secundario, Lima, Perú y Goma Editora, Buenos Aires, Argentina.
- Caballo de noche (2022)

## Televisión

### Telenovelas
- Amores como el nuestro (2006) como Cristina.

- El secreto de Toño Palomino (2008) como Mariana. Ecuavisa, Ecuador.

- Kandela (2009) como Alcaldesa Sara. TC, Guayaquil, Ecuador.
- Lalola (2011) como Sabrina Quesada.

- La Bodeguita (2013) como Fiorella.
- Goleadores (2014) como primera dama de la nación.
- Nuestra Historia (2015) como Sofía.
- Mis Amigos de Siempre” (2016) Polka Productora, Buenos Aires, Argentina.

### Miniseries
- Chacalón, el ángel del pueblo (2005)
- Camino a casa (2006) como Sor Caridad.
- Camote y Paquete, aventura de Navidad (2007) como Sor Caridad.
- Yuru, la princesa amazónica (2007) como  Yllari.
- Clave uno: médicos en alerta (2010) como Fernanda.
- Cielo dividido (2012) como Carolina.

## Cine (como actriz)

### Películas
- Ego (2006) como Paz.
- Nada Personal (2008) como Carla.
- Japy Ending (2014) como Marjorie.
- La tercera edad de la juventud (TBA) como Paula.
- Gloria del Pacífico (2014) como Timotea Vernal.
- Solteros Irresistible  (2020) como Paula.
- Seductores Irresistibles  (2022) como Pamela Crovetti.
- La herencia de Flora (2024) como Flora Tristán.

### Cortometrajes
- 1, 2, 3...digan chiiiis (2004) como Emperatriz.